# Morne de la Grande Montagne
Morne de la Grande Montagne (240 m n. m.) je kopec na ostrově Miquelon v severozápadní části Atlantského oceánu při pobřeží Kanady. Jedná se o nejvyšší bod ostrova i celého francouzského zámořského společenství Saint Pierre a Miquelon.